# Orestias stelidostachya
Espèce
Synonymes
- Malaxis stelidostachya (Rchb.f.) Kuntze[1]
- Microstylis stelidostachya Rchb.f.[1]

Orestias stelidostachya est une espèce de plantes de la famille des Orchidées et du genre Orestias, présente au Cameroun et à Sao Tomé-et-Principe.